# Do Socialismo Utópico ao Socialismo Científico
Do Socialismo Utópico ao Socialismo Científico (em alemão: Die Entwicklung des Sozialismus von der Utopie zur Wissenschaft) é um livro de Friedrich Engels publicado em 1880. O livro na verdade corresponde aos três primeiros capítulos do livro Anti-Dühring que Engels publicou em 1878, polemizando com o filósofo Eugen Dühring. O livro foi publicado primeiramente na França, sob o nome Socialisme Utopique et Socialisme Sientifique, sendo publicado em inglês sob o título Socialism: Utopian and Scientific em 1892.

## Ideias centrais
As ideias principais que Friedrich Engels aborda no livro são justamente a distinção do Socialismo Científico — codificado por Karl Marx e o próprio Engels — e o Socialismo Utópico. A análise de Engels se inicia cronologicamente, no primeiro capítulo: "Socialismo Utópico", através dos pensamentos dos socialistas utópicos, começando com Saint-Simon. Prosseguindo para Fourier e Robert Owen.
No segundo capítulo, intitulado "Dialética", em que Engels explica a dialética segundo sua visão: a importância da dialética para a interpretação da natureza, pela capacidade de compreender o movimento, transformação, negados pela metafísica. Ele o faz de forma também cronológica, fazendo uma antologia do pensamento dialético desde os gregos antigos até Hegel.
O terceiro capítulo: "Materialismo Histórico", é a síntese da teoria comunista: relaciona contradições do capitalismo: como burguesia e proletariado, num movimento dialético. Dando-lhes embasamento econômico, mostrando sua visão materialista da História.